# زعفران أصفر
زعفران أصفر نوع من النباتات المزهرة في جنس الزعفران من الفصيلة السوسنية. ينمو في البرية على منحدرات اليونان ويوغوسلافيا السابقة وبلغاريا ورومانيا وشمال غرب تركيا بزهور برتقالية صفراء زاهية معطرة. إنه زعفران صغير يطول من ٥ إلى ٦ سم مقارنة مع زعفران الربيع. تستخدم أصنافها نباتات زينة .

## الوصف
الزعفران هو نبات تخزيني عشبي معمر ينمو من الجعثن. تعد الجعاثن الكروية كبيرة بالنسبة لأنواع الزعفران

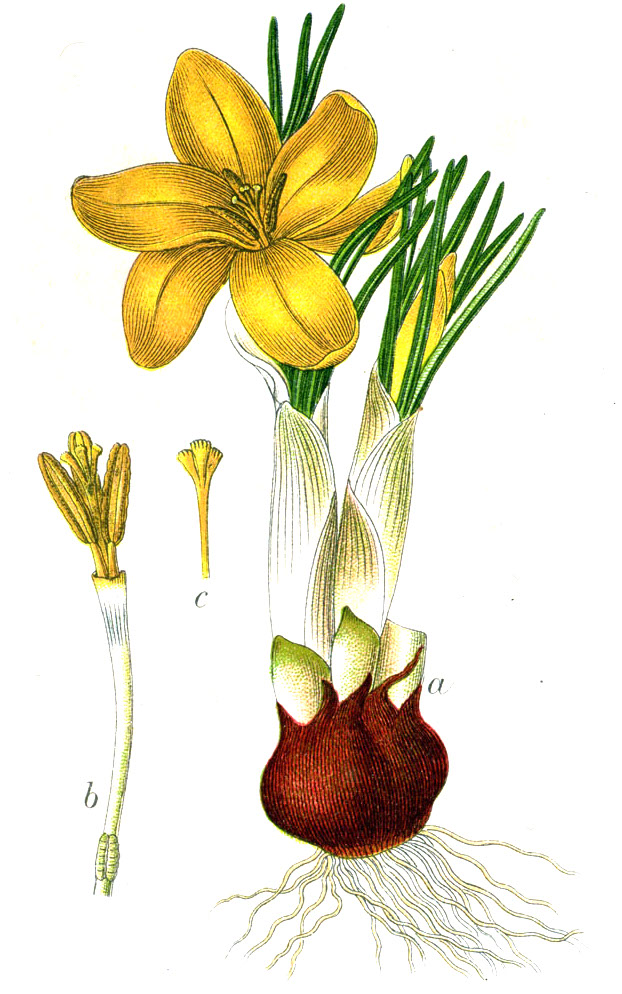
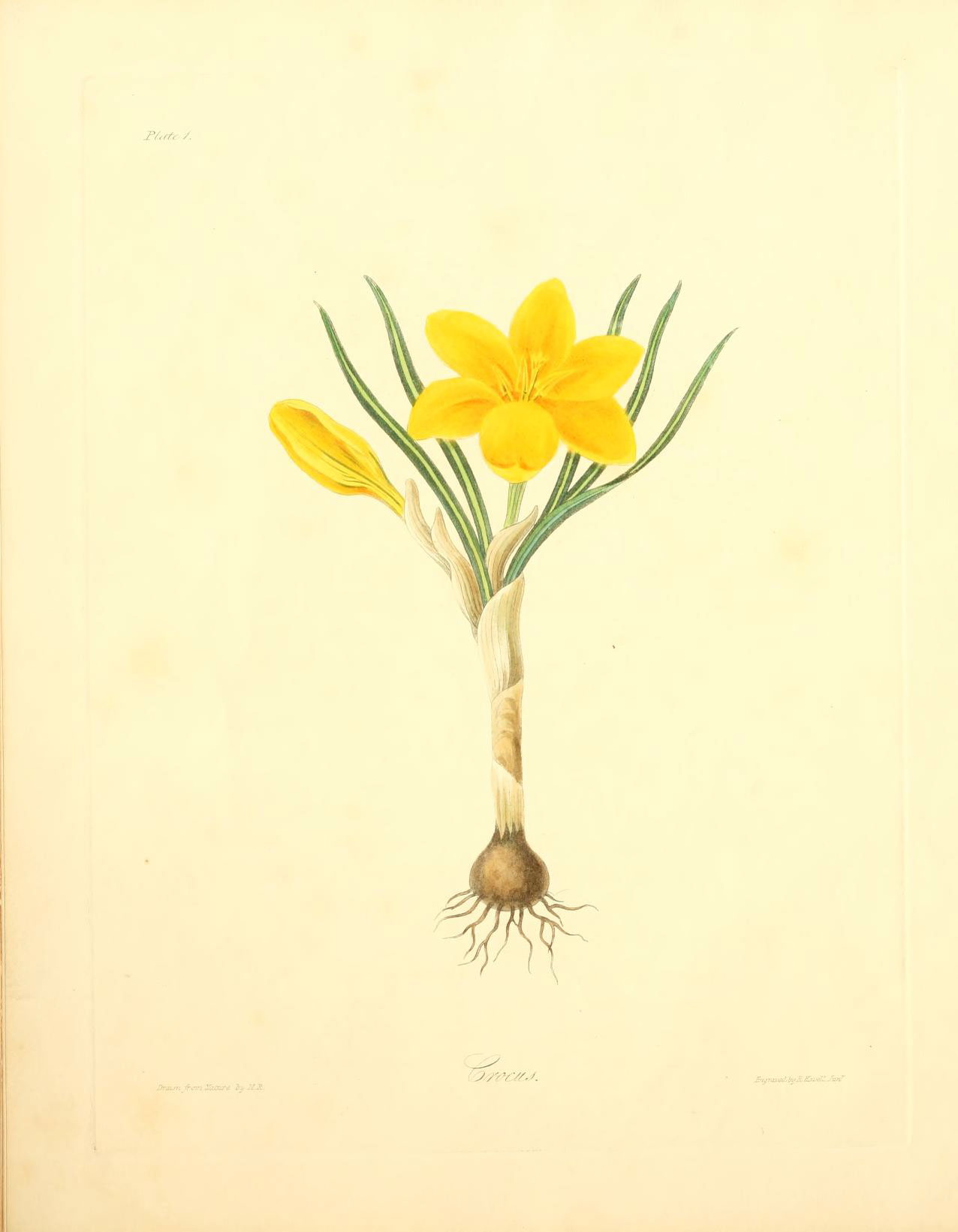
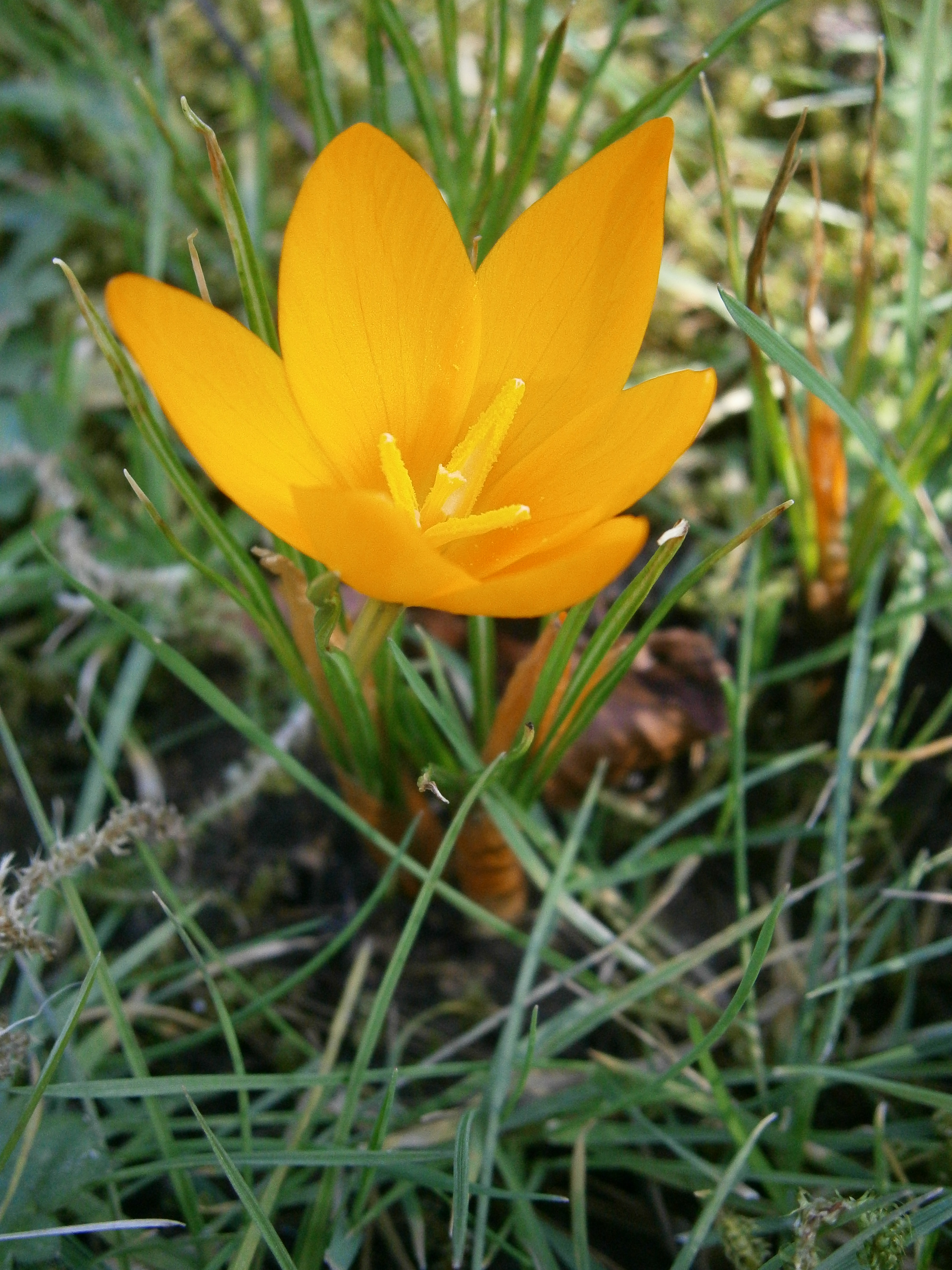

المعرض